# Snårrosenfink
Snårrosenfink (Carpodacus dubius) är en fågel i familjen finkar inom ordningen tättingar. Den förekommer endast i västra Kina. Arten är nära släkt med vitbrynad rosenfink och behandlades tidigare som underart till denna. IUCN kategoriserar den som livskraftig.

## Utseende
Snårrosenfinken är liksom sin nära släkting vitbrynad rosenfink (C. thura) en medelstor (17-18 cm) rosenfink med lång, något kluven stjärt och en konformad näbb. Hanen har rosavitt ögonbrynsstreck, rosa övergump och undersida och kraftigt streckad brun rygg. Honan har ett tydligt ögonbrynsstreck med mörkt ögonstreck under och olivgul övergump.
Till skillnad från thura har hanen brutet mörkt ögonstreck och mer vitt i ögonbrynsstrecket, medan honan har vitaktigt istället för ingefärsbrunt bröst.

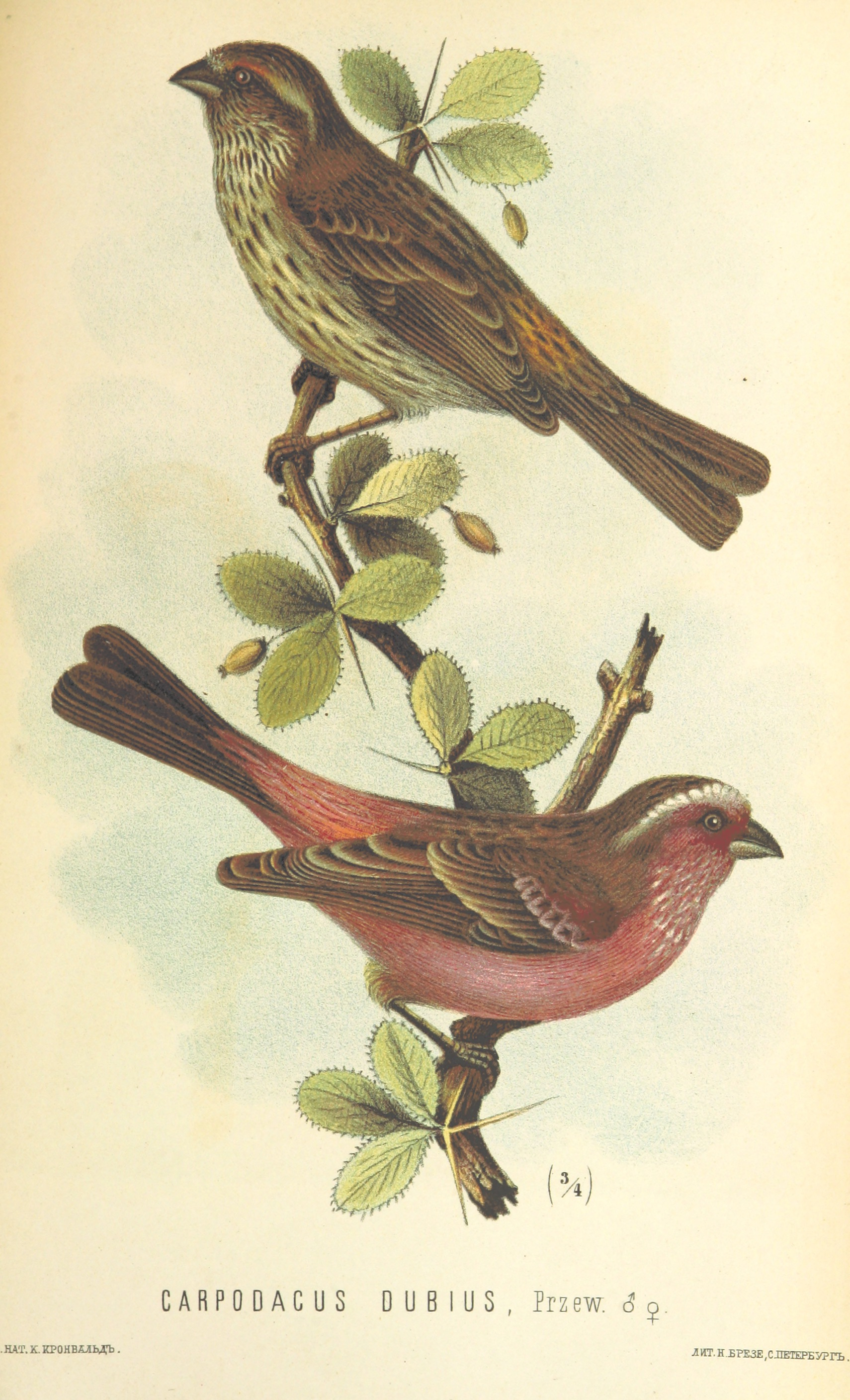

## Utbredning och systematik
Snårrosenfink delas upp i tre underarter med följande utbredning:
- Carpodacus dubius femininus – förekommer från sydöstra Tibet till sydvästra Kina (västra Sichuan och norra Yunnan)
- Carpodacus dubius dubius – förekommer i västra Kina (från sydöstra Qinghai till sydöstra Gansu, södra Ningxia och norra Sichuan)
- Carpodacus dubius deserticolor – förekommer i västra Kina (nordöstra Qinghai)

Den har även påträffats i Mishmi Hills, i nordöstra Indien.

### Artstatus
Snårrosenfinken betraktades tidigare som underart till vitbrynad rosenfink (C. thura), men har urskiljts som egen art baserat på skillnader i läte, utseende och genetik..

## Levnadssätt
Snårrosenfinken häckar i bergsträkter från 2800 upp till 4600 meters höjd. Den hittas som namnet avslöjar i snår- och buskmarker, i både skogsgläntor, på alpängar och i blockmarker vid eller över trädgränsen. Den påträffas även i öppen ädelgranskog med inslag av rhododendron, i södra Gansu också i sluten skog med gran och björk. Vintertid hittas den i liknande miljöer på lägre nivåer, mestadels i buskmarker på sluttningar.
Snårrosenfinken födosöker lågt i buskage eller på marken, huvudsakligen efter frön, men äter också olika sorters knoppar, skott och bär. Den är oftast oskygg och lätt att komma nära. Fågeln ses i par eller i små lösa flockar, vintertid ofta i småflockar med mestadels adulta eller unga hanar, ibland tillsammans med andra finkar som brun rosenfink och tujastenknäck. Dess häckningsbiologi är dåligt känd, men tros häcka huvudsakligen i juli och augusti.

## Status och hot
Arten har ett stort utbredningsområde och en stor population med stabil utveckling och tros inte vara utsatt för något substantiellt hot. Utifrån dessa kriterier kategoriserar internationella naturvårdsunionen IUCN arten som livskraftig (LC). Världspopulationen har inte uppskattats men den beskrivs som vanlig eller lokalt vanlig.